# Common User Access
 (février 2024).
Lors de la création d'OS/2 en 1987, IBM développe la norme SAA (Systems Application Architecture) pour définir comment les ordinateurs, les applications et le système d'exploitation doivent interagir. Un sous ensemble de cette norme, appelé Common User Access (abrégé CUA), définit les principes de conception d'une interface utilisateur. Ces principes ne sont pas limités aux interfaces graphiques, mais s'appliquent aussi aux interfaces textuelles. CUA ne suppose pas que l'ordinateur dispose d'une souris et définit en conséquence un ensemble de raccourcis clavier pour faire apparaître les menus, les parcourir, ouvrir et fermer des fichiers ou couper et coller du texte. CUA est adopté dans OS/2 Presentation Manager, Windows 3.0 et Common Desktop Environment. Le bureau Xfce pour Linux suit également la norme CUA.